# Xinyi (Nantou)
Xinyi, oder Sinyi bzw. Shinyi (chinesisch 信義鄉, Pinyin Xìnyì Xiāng, W.-G. Mu3-tan1 Hsiang1, Pe̍h-ōe-jī Bó͘-tan-hiong) ist eine Landgemeinde im Landkreis Nantou auf Taiwan (Republik China).

## Lage
Mit einer Fläche von 1422,4188 km² ist Xinyi die nach Xiulin (Hualien) flächenmäßig zweitgrößte Gemeinde Taiwans. Das Gemeindegebiet liegt vollständig im Bereich der zentralen Bergkette Taiwans. Besiedelt sind vorwiegend die Flusstäler mit Zuflüssen der beiden größeren Flüsse Zhuoshui und Chenyoulan (陳有蘭溪,  Chényǒulán Xī). Bedingt durch die Hochgebirgslage ist das Klima trotz der Lage in den Subtropen ganzjährig milde und gemäßigt bis kühl.  Der Nordostmonsun wird von den Gebirgszügen des Zentralgebirges weitgehend abgehalten.
Die Nachbargemeinden sind im Landkreis Nantou Zhushan, Lugu und Shuili im Westen, sowie Yuchi und Ren’ai im Norden. Im Osten grenzt Xinyi an den Landkreis Hualien und die Gemeinden Wanrong und Zhuoxi, im Süden an den Stadtbezirk Tauyuan von Kaohsiung und im Südwesten an die Gemeinde Alishan im Landkreis Chiayi. An der Grenze Xinyis zu Tauyuan und Alishan liegt der 3952 Meter hohe Hauptgipfel des Yushan.

## Geschichte
Die ersten historisch fassbaren Bewohner des Gebiets waren Angehörige austronesischer Ethnien. In den letzten Jahren der Qing-Herrschaft gehörte das Gebiet von Xinyi verwaltungsmäßig zum Distrikt Yunlin (heute weitgehend Zhushan). Letztlich befand sich das Bergland aber nicht wirklich unter effektiver Kontrolle der chinesischen Verwaltung. Während der Zeit der japanischen Herrschaft (1895–1945) siedelten sich die Bunun, die zuvor schwerpunktmäßig um den Yushan wohnten, im Gebiet von Xinyi an. Diese Umsiedlung erfolgte weitgehend auf Veranlassung der japanischen Kolonialverwaltung, die damit die Stämme besser unter Kontrolle bringen wollte. Nach der Übergabe Taiwans an die Republik China wurde Xinyi zu einer Landgemeinde im 1950 neu gegründeten Landkreis Nantou. Anfänglich befand sich das Verwaltungszentrum im Dorf Luona und wurde 1948 an den heutigen Ort, das Dorf Mingde verlegt. Die anfänglich sechs Dörfer wurden nach und nach im Rahmen von Verwaltungsreorganisationen zu 14 Dörfern neu gegliedert.

## Bevölkerung
Ende 2017 gehörten 9491 Personen (ca. 58 %) den indigenen Völkern an. Ganz überwiegend handelte es sich um Bunun, mit einer Minderheit von Tsou. Die indigenen Völker gehören meist christlichen Bekenntnissen (Protestantismus, Katholizismus) an.

## Verwaltungsgliederung
Die 14 Dörfer (村, Cūn) von Xinyi sind die folgenden:
| Gliederung von Xinyi |
|                      |

1. Tannan (潭南村)

2. Dili (地利村)

3. Shuanglong (雙龍村)

4. Dongpu (東埔村)

5. Tongfu (同富村)

6. Shenmu (神木村)

7. Wangmei (望美村)

8. Luona (羅娜村)

9. Xinxiang (新鄉村)

10. Ziqiang (自強村)

11. Aiguo (愛國村)

12. Mingde (明德村)

13. Renhe (人和村)

14. Fengqiu (豐丘村)
Die Dörfer können in zwei Gruppen eingeteilt werden: solche, die sich um das Einzugsgebiet des Zhuoshui gruppieren (Tannan, Dili, Shuanglong, Renhe und Dongpu) und jene im Einzugsgebiet des Chenyoulan (Mingde, Aiguo, Zinqiang, Fengqiu, Xinxiang, Wangmei, Luona, Tongfu, Shenmu).

## Infrastruktur
Es existieren zwei größere Straßen: zum einen die Provinzstraße 21, die im Westen im Wesentlichen im Flusstal des Chenyoulan einen Nord-Süd-Verlauf nimmt und in den Yushan-Nationalpark führt. Dieser wird in einem sehr kurvenreichen Verlauf durchquert. Kurz vor Erreichen der Südgrenze Xinyis biegt die Straße nach Westen ab und geht in die Provinzstraße 18 über, die ins westliche Alishan-Gebirge führt.

## Wirtschaft
Die Wirtschaft Xinyis beruht im Wesentlichen auf Landwirtschaft und Tourismus. Xinyi ist das größte Anbaugebiet für Pflaumen in Taiwan mit einer Produktion von mehr als 20.000 t jährlich auf mehr als 800 Hektar. Aus den Pflaumen werden die verschiedensten Produkte hergestellt. Die Pflaumenblüte ab Januar zieht regelmäßig Touristen an.

## Sehenswürdigkeiten und Tourismus
Hauptattraktion in Xinyi ist die Natur. Die Gemeinde umfasst den Nordteil des Yushan-Nationalparks (24,065 km², entsprechend 23 Prozent des Parks bzw. 17 Prozent des Gemeindegebiets).
Der Naturtourismus lässt sich mit dem Erleben der einheimischen Bunun-Kultur verbinden. Touristisch etwas mehr erschlossen sind die Dörfer Tannan, Shuanlong, und Dili.
Im Dorf Dongpu existieren mehrere heiße Quellen, in denen gebadet werden kann.
Auf dem Berg Lulinshan befindet sich in 2862 Metern Höhe das 1999 eröffnete Lulin-Observatorium, das von der Zentralen Nationaluniversität betrieben wird ().

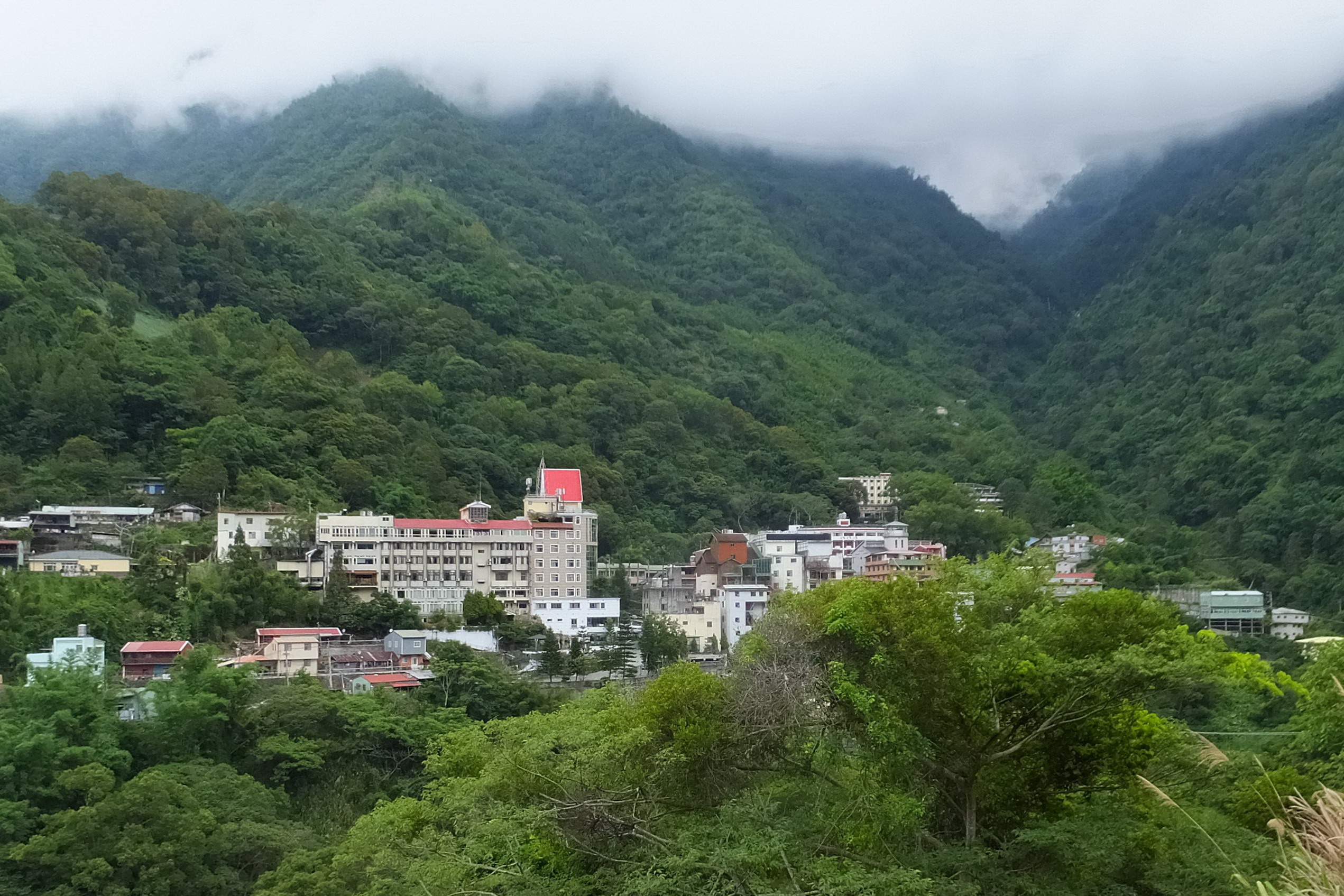
Dorf Dongpu
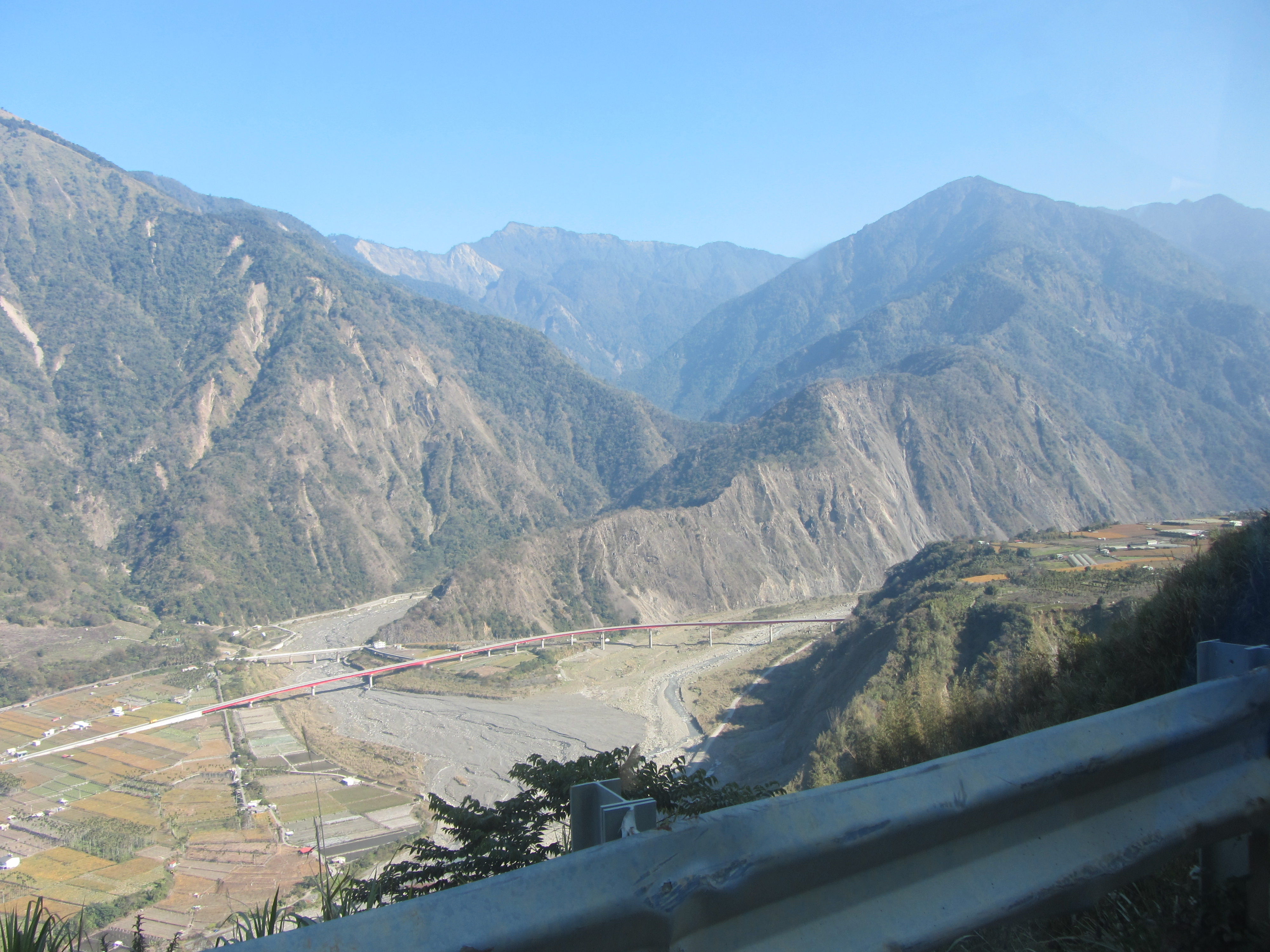
Konfluens des Chenyoulan- und des Shibachong-Flusses
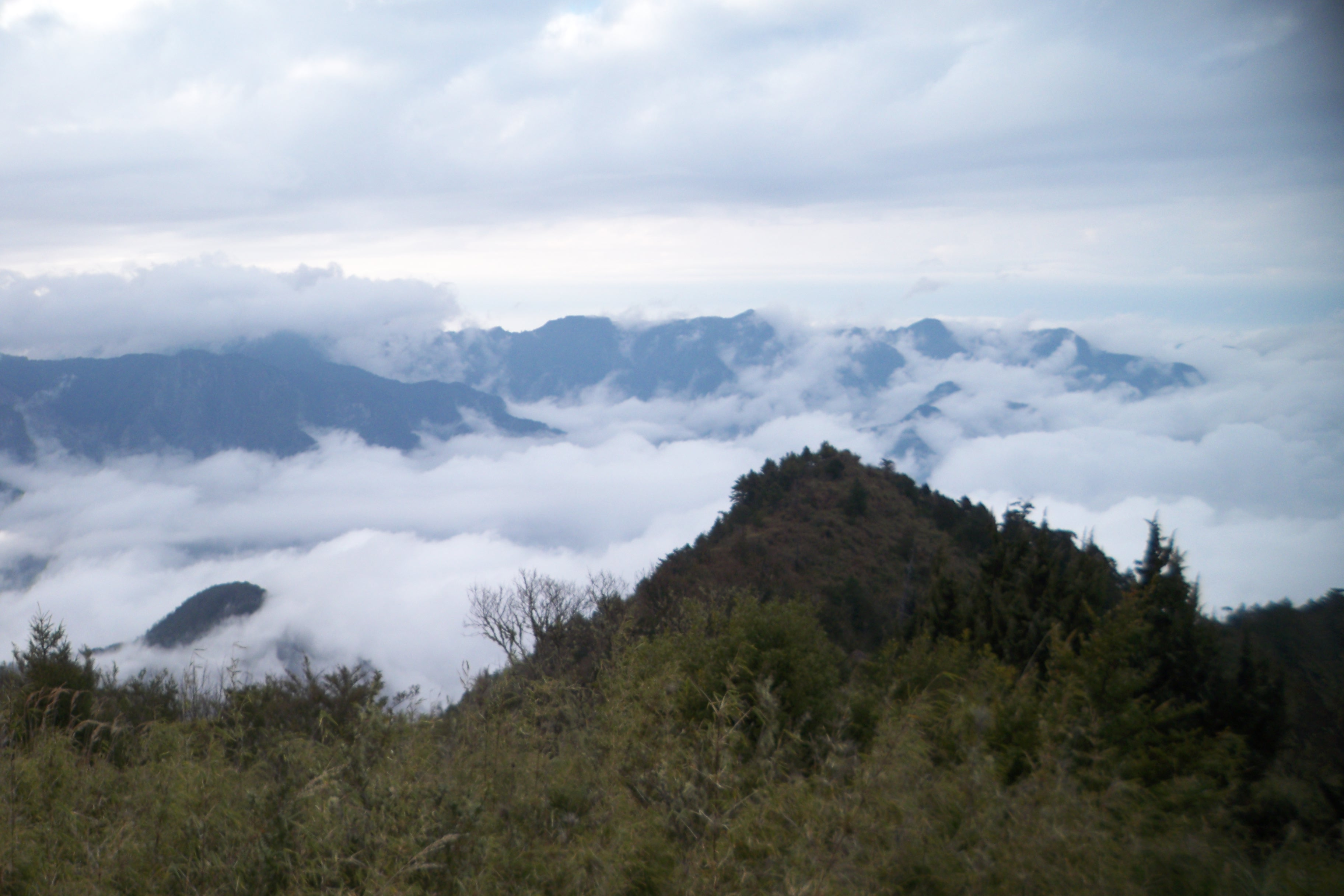
Nebel über dem Dongpu-Bergmassiv